# Karl Kurz (Fußballspieler)
Karl Kurz (* 21. November 1898; † 26. November 1933 in Basel, Schweiz) war ein österreichischer Fußballspieler und -trainer.

## Vereinskarriere
Karl Kurz spielte meist in der Position des Außenläufers, gegen Ende seiner Karriere vermehrt jedoch auch als Mittelläufer. Schmächtig von Statur, lagen seine Vorzüge in der Ballbeherrschung, der Spielübersicht und dem Stellungsspiel.
Er begann mit dem Fußballspiel als Gymnasiast auf dem Klosterneuburger Exerzierplatz, ehe er in der Schülermannschaft der Vienna erstmals bei einem Verein spielte. Nachdem er vorübergehend mit dem Fußballsport Schluss gemacht hatte, schloss er sich dem FAC an, wo er in der Jugendmannschaft gemeinsam mit Viktor Hierländer und Karl Jiszda spielte. 1915 wechselte er schließlich zu den Amateuren, wo er schon nach drei Spielen in die Kampfmannschaft übernommen wurde. Schon bald zählte er zu den Stützen der Ober Sankt Veiter, ehe er im Mai 1916 zum Militär einrücken musste. 1917 kehrte er verwundet aus dem Ersten Weltkrieg zurück und spielte nach seiner Genesung wieder bei den Amateuren. Größter Erfolg in dieser Zeit war der Vizemeistertitel 1920, als man erst am letzten Spieltag die Chance auf den Meistertitel vergab.
1921 kehrte er zur Vienna zurück, wo er jedoch über Plätze im unteren Mittelfeld der Tabelle nicht hinauskam und 1922 wieder zu den Amateuren kam. Nach einem weiteren Vizemeistertitel folgte die abermalige Rückkehr zur Vienna, wo er bis Ende 1924 tätig war und zum dritten Mal Vizemeister wurde. Danach wechselte er zum 1. Simmeringer SC, den er im März 1927 verließ, um als Trainer in Lettland zu arbeiten, wo er LSB Riga sowie die Nationalmannschaft betreute.
Im Oktober dieses Jahres kehrte er nach Wien zurück und erhielt nach einer Einigung über ausstehende Ansprüche die Freigabe, um für die Austria zu spielen, wie die Amateure mittlerweile hießen. In der Winterpause der Saison 1928/29 musste er jedoch seine aktive Karriere wegen einer Erkrankung beenden, die sich später als Leukämie herausstellen sollte.

## Nationalteam
Zu seinem ersten Einsatz in der Nationalmannschaft kam Kurz im November 1919 gegen Ungarn. In den Jahren 1921 bis 1926 gehörte er als rechter Außenläufer zum festen Stamm der österreichischen Auswahl. Seinen letzten Einsatz hatte er im November 1928 gegen Italien. Insgesamt kam er auf 32 Länderspiele sowie 15 weitere Einsätze in der Wiener Stadtauswahl.

## Trainerkarriere
Kurz blieb nach dem Ende seiner Spielertätigkeit bei den Violetten und war zunächst unter Robert Lang und später hauptverantwortlich Trainer der Mannschaft. 
1931 ging er auf ärztlichen Rat in die die Schweiz, wo er sich in der Gegend von Thun anscheinend gänzlich erholen konnte. Er übernahm daraufhin zunächst das Traineramt beim FC Grenchen und dann beim FC Oerlikon.
Zur Saison 1932/33 wurde er Trainer beim FC Basel. Er formte die Mannschaft „innert frappierend kurzer Zeit zu einer der stärksten des Landes“. Er führte die Basler 1933 zu ihrem ersten nationalen Titelgewinn durch einen 4:3-Sieg im Finale des Schweizer Cups im Hardturm Stadion von Zürich gegen die von Izidor Kürschner trainierte Mannschaft der Zürcher Grasshoppers, wobei er mit Ferdinand Wesely, Josef Chloupek und Otto Haftl drei Landsleute in der Mannschaft hatte. 
Im November dieses Jahres erlag Kurz im Alter von 35 Jahren seiner Krankheit. Sein Nachfolger als Trainer bei den Baslern wurde im Januar 1934 sein Landsmann Josef Haist.

## Erfolge
- 3 × Österreichischer Vizemeister: 1920, 1923, 1924
- 1 × Schweizer Cupsieger: 1933 (als Trainer)
- 1 × Österreichischer Cupfinalist: 1920
- 32 Spiele für die österreichische Fußballnationalmannschaft